# Вукановићи
Вукановићи су били српска владарска породица која је владала Србијом од краја 11. века до почетка друге половине 12. века. Име ове династије није изворног, већ историографског порекла, а изведено је из имена првог владара, великог жупана Вукана.

## Чланови династије
Због оскудности и фрагментарне природе извора тешко је са сигурношћу утврдити хронологију владара из династије Вукановића и разрешити сва питања везана за њихово међусобно сродство и друге породичне односе.
Владари из династије Вукановића били су:
- Вукан (1083/1084-1112)
- Марко (1083/1084-?)
- Урош I Вукановић, (1112- око 1145) највероватније Марков син;
- Урош II Вукановић (око 1145-1162), најстарији син Уроша I;
- Белош Вукановић, средњи син Уроша I;
- Деса, најмлађи син Уроша I;

У династију Вукановића највероватније је спадао и Завида, отац великог жупана Тихомира и његовог наследника Стефана Немање, оснивача династије Немањића. Према томе, Немањићи се могу посматрати и као споредна (млађа) грана Вукановића.
По хрватском аутору из 1842. године, наводи се родословни низ претходника Немањиних: Стефан Немања је био 52. српски владар и син Деше - "великог жупана српског"; Деша (Деса) је био син Уроша - "владара тарнавског"; Урош је син Љубомира - "владара тарнавског" (Тарнава); Љубомир је био син Степана (Стефана?) - "православног свештеника из босанске вароши Тухле". (Тузле?)
Од женских чланова династије позната нам је детаљније само ћерка Уроша I, Јелена, захваљујући томе што је 1129. удата за угарског принца и потоњег краља Белу II Слепог. У време малолетства њиховог сина Гезе II Јелена је вршила улогу регента уз помоћ свог брата Белоша, који је од 1141. био палатин угарског двора. Посредовањем угарског и чешког двора, Урош је своју другу ћерку Марију удао за Конрада од Знојма. Нажалост, сем овог догађаја, ништа нам друго није познато о Маријином животу.

## Наслеђивање престола и удеоне жупаније
По Летопису Попа Дукљанина, дукљански краљ Константин Бодин је 1083/1084. освојио Србију и тамо поставио на власт двојицу жупана који су до тада боравили на његовом двору: браћу Вукана и Марка. По Орбину, Бодин је том приликом поделио Рашку на две области и разделио их Вукану и Марку. С обзиром да је Вукан доцније упорно ратовао са Византинцима око Раса, а затим и у околини Скопља и Врања, његова област се налазила на југоистоку тадашње Србије. Могуће је да се област којом је управљао његов брат Марко налазила северно од Вуканове, можда у Мачви и североисточној Босни. Изгледа да је Вукан имао макар формалну предност над својим братом, другим речима међу Вукановићима је вероватно важило начело сениоријата и удеоне поделе територије под влашћу династије.
Међутим, наслеђивање престола није ишло мирним путем, пошто се сматра да је Урош I Вукановић, као Вуканов синовац, задобио власт над Србијом. У династичким борбама око власти, једна грана Вукановића је тражила подршку Војислављевића и Угарске, а друга византијског цара. Око 1123. Урош I је оборен са власти, вероватно уз византијску подршку, а око 1126/1127. се вратио захваљујући свом ранијем савезништву са Бодиновим сином Ђорђем. У време синова Уроша, пресудну улогу у одређивању владара Србије имао је моћни византијски цар Манојло I Комнин (1143 — 1180). Цар је најкасније око 1155. сменио Десу и вратио свог штићеника Уроша II, а када је овај 1162. постао непријатељ Византије уместо њега је прво довео Белоша, а затим и Десу. Најзад, када се показало да и Деса није лојалан Ромејима, цар је 1165. на престо довео Завидиног сина Тихомира. Током борби са Немањом, Тихомир и остала браћа су добила конкретну византијску војну помоћ, али су и поред тога побеђени код Пантина на Косову пољу.
О распореду удеоних жупанија унутар саме династије, једино се може рећи да је Деса, као византијски вазал, управљао привремено Дендром, облашћу у околини Ниша, која се налазила на царској територији. Када је Тихомир 1165. постао велики жупан, владао је Полимљем са центром у престоном Расу. Остатком Полимља управљао је његов брат Мирослав, пределима око Западне Мораве Страцимир, а најмлађи Немања источним крајевима: Ибром, Топлицом и Расином. Доцније је цар Манојло, слично Деси раније, Немањи даровао царски сан тј. посед на територији царства, у овом случају жупу Дубочицу у околини данашњег Лесковца.

## Спољна политика и родбинске везе
Вукан је на власт дошао као штићеник краља Бодина. Међутим, након што су Византинци око 1085. заробили Константина Бодина, дукљански краљ се по ослобађању морао окренути борбама са члановима своје породице. Борбу против Византије судећи по нарацији Ане Комнине тада предузима Вукан готово редовно пустошећи царске територије источно од линије Стари Рас - Звечан - Пећ. Велики жупан је 1093. спалио најзначајнију византијску тврђаву према српској граници - Липљан, а затим се склонио у Звечан. Тек је долазак цара Алексија I Комнина у Скопље натерао Вукана да прихвати преговоре који су најзад закључени када је цар 1094. предузео још један поход све до Липљана. У оба случаја до директних борби са војском коју је цар предводио није долазило, али је Вукан морао да лично посети цара у Липљану, прихвати старе заклетве и препусти цару двадесетак угледних талаца међу којима су била и два његова синовца Урош и Стефан Вукан.